# てーきゅう
『てーきゅう』は、ルーツ原作、Piyo作画による日本の漫画作品。アース・スター エンターテイメント発行の月刊漫画雑誌『コミック アース・スター』にて第12号（2012年3月号）から2014年12月号まで連載され、その後同誌の休刊に伴い、2015年から2018年までデジタル版『コミック アース・スター』で連載された。テニス部に所属する女子高校生4人の日常を描く漫画である。表題はテニスの漢字表記「庭球」に由来する。

## 概要
架空の学校である亀井戸高校を舞台とし、公式なジャンルは「スーパーハイテンションギャグコメディ」と称される。テニス部員を描きながらテニスの練習や試合に主眼をおかず、漫画・アニメ双方の公式サイトなどには「テニスをほとんどしないテニス漫画」と記される。
1話毎に話題の変わる漫画であり、各話を一貫して繋ぐ物語は無い。『コミック アース・スター』には連載開始以来原則として2話ずつ掲載され、話数表記は「第◯◯面」、副題は「先輩と（映画の表題）」の形で記される。コミック アース・スターONLINEの公式サイトでは、第1話から第3話までを試読できる。
『コミック アース・スター』連載作品として本作に先んじてアニメ化が公表された『世界でいちばん強くなりたい!』・『まんがーる!』・『ヤマノススメ』と同様、単行本第1巻発売を機にテレビアニメ化の企画が発表され、連載開始から5か月でのアニメ化が話題になった。同誌連載作品としてはテレビアニメの放送開始日やアニメ公式サイトの公開が最も早かった。
累計発行部数は2017年4月時点で30万部を突破している。
第132面であと2回で最終回だと告知され、2018年1月25日更新の第134面で完結した。
2021年3月1日には、『コミック アース・スター』10周年企画として新作読切「先輩と無限列車編」が公開された。

### スピンオフ

#### 高宮なすのです！
本編の登場人物の1人である高宮なすのを主人公とした、スピンオフ作品。『コミック アース・スター』2014年5月号より連載。中学校時代の高宮なすのとその友人による日常を描く、フルバーストギャグコメディである。当初は中学生時代のなすのとクラスメイトの古平たすく、馬場みやこを中心としたストーリーで展開する予定だったが、6月号を休載とし、7月号より内容を変更したうえで改めて第1回として連載を開始した。高宮なすののセレブな日常を描くお嬢様コメディとして連載され、2015年10月8日配信号で完結を迎えた。
2014年12月に3分枠のショートアニメ化が発表され、2015年春に本編第4期と同時放送。なお、版権表記は本編の「亀井戸高校テニス部」とは異なり「高宮財閥」としている。
中学生時代のクラスメイトの古平たすくと馬場みやこは2015年4月23日配信の第14話で再登場を果たした。またアニメブルーレイではTV未放送エピソードとして2014年5月号の「幻の1話」をアニメ化したものが収録された。

#### うさかめ
兎亀高校テニス部の4人を中心にしたスピンオフ作品。てーきゅうの公式ライバル作品として『コミック アース・スター』にて2015年9月17日より連載中。原作はルーツ、作画は桐沢十三。2016年4月にアニメ化。
単行本は全3巻だが、単行本未収録となった3話分を収録した同人誌が4巻として制作され、2017年5月のコミティア120にて頒布された。

### コラボレーション
テレビアニメ（第1期）放送に際し、漫画第9話で豚丼屋のアルバイトに入ったまりもが店長に「豚野郎」と罵られる場面が縁となり、御茶ノ水の豚丼店「炭焼 豚野郎」とのコラボレーション企画として漫画とほぼ同じ展開のアニメ第9話に同店が実名かつ実店舗そのままの描写で登場し、2012年12月3日から同15日にかけて同店では「てーきゅう丼」と称する特別メニューが提供された。また2015年8月12日から21日にも再びコラボが行われ、「てーきゅう丼」を提供した。
キュアメイドカフェにおいても2012年12月7日から同16日にかけてコラボレーション企画「『てーきゅう』カフェ」が実施され、イラストや設定画などの展示と同時に主役4人をイメージした飲み物や「ガット味のティラミス」など、作中に登場したものを模した食品の提供が行われた。

## 登場人物
以下は、単行本第13巻収録（第115面まで）の記載を基にした内容である。なお、この漫画では主人公が明確にされておらず、人物の並びは雑誌・単行本第1面のコマ枠外並びに単行本第2巻巻頭掲載の人物紹介の順番に従った。声は特記なき場合テレビアニメ版の声優、演は舞台版の俳優。演の（初）は初演キャスト。（再）は再演キャスト。

### 亀井戸高校テニス部
かつては男子、女子のテニス部があり、全国大会にも出場したこともあるらしいが、現在は女子4人のみ。
押本 ユリ（おしもと ユリ）
声 - 渡部優衣 / 演 - 伊波杏樹（初）、橋本瑠果（再）
本作の主人公。15歳の1年生。紫色の髪（原作では9巻の表紙まで茶色、10巻以降の表紙では紫色だが、アニメ版では当初から紫色）をポニーテールにまとめている。テニス部で唯一真面目にテニスをしようとするが先輩たちに振り回され、また常に先輩が3人ともボケるので、自ずとツッコミの役回りをする。それゆえ、先輩に怒らされたり困惑させられる場面が多いが、ユリ自身はそうした交流を相応に楽しんでいる。身長162cm、体重53kg、A型、巨乳。酒乱で甘酒でも酔っ払う。
『高宮なすのです!』においては第3話で初登場する。弟の存在もあってか、ツッコミ役を忘れてボケに回る場面もある。
新庄 かなえ（しんじょう かなえ）
声 - 三森すずこ / 演 - 高橋紗妃（初）、古橋舞悠・前田美里（再、ダブルキャスト）
16歳の2年生。前髪の一部を髪飾りで房にし、両肩から前に垂らした先端をそれぞれまとめた桃色の髪が特徴。テニス部員でありながらレシーブの際に奇声を挙げたり妙な姿勢（本人曰く「夜叉の構え」）をとって空振りするなどまともなテニスができない（あるいはしない）一方で、疲れて地面に埋まったり唐突に分裂するなどの（物理法則を無視することもある）奇行を見せる。映画鑑賞が趣味で、各話の副題は彼女が前日に観た映画の表題に由来すると設定されている。身長145cm、体重38kg、4人中唯一の貧乳。第6巻第49面でパスポートを取得する際、戸籍上の氏名表記が旧仮名遣いの「かなゑ」であることが発覚した。4人の中ではボケのみの担当。
『高宮なすのです！』においては第3話で初登場する。本編と同様のボケキャラぶりを見せる。
高宮 なすの（たかみや なすの）
声 - 鳴海杏子 / 演 - 鳴海杏子（初）、中田美優（再）
スピンオフ『高宮なすのです！』の主人公。16歳の2年生。茶色の髪をボブカットにしている。裕福な家庭の令嬢で、ことある毎に金にモノを言わせようとしたり、金の話をしたがる。海外に居ることも多いらしく、第1巻第2面でカメルーンのンガウンデレから日本に帰国して以降ユリたちと行動を共にする（第1巻第1面は扉絵のみの登場）。他の3人とは少し距離を置いているつもりが、結局はかなえやまりも同様にボケる。また、まりものセリフ言動にはかなり鋭いコメントを切り込む。身長153cm、体重45kg（ただし、単行本初版ではルーツのミスにより55kgと表記されていたため、アニメ公式サイトでは55kgに、また、「第111面 先輩とエアフォースワン」では、55kgといわれ血を吐いた）、爆乳。アニメ（ネット配信版）においては作品の前後に流される『コミック アース・スター』のCMにも登場。
『高宮なすのです！』においては、2014年5月号では亀井戸中学2年生だったが、7月号以降は高校2年生の設定に戻っている。
板東 まりも（ばんどう まりも）
声 - 花澤香菜 / 演 - 柴小聖（初）、諸星あずな・舟山夏妃（再、ダブルキャスト）
16歳の2年生。腰に届く青い髪の左こめかみ付近にアルパカを模した髪飾りを着けており、関西弁を話し、第1巻第9面では関西出身であると明かしている。ユリによれば「元気でキレイで優しい、いい先輩」だが、他人のパンツを頭に被ったり食べようとする変態でもある。奇行が元で警察に逮捕されることもあるが、保釈金はなすのが出している模様。かなえと並んで自他共に認めるバカ（アホ）キャラで、しばしば2人でボケるが、ユリが登場しない回などではツッコミの役回りに回る。長身のため、幼児に怖がられるのが悩み。部員に比べて死亡率が極めて高い。身長169cm、体重58kg、豊乳。
『高宮なすのです！』においては第3話で初登場する。本編と同様のボケキャラぶりを見せる。

### ユリの関係者
押本 陽太（おしもと ようた）
声 - 逢坂良太 / 演 - 倉持聖菜
第3巻第25面で初登場したユリの弟。亀井戸中学の2年生で、サッカー部に所属（ポジションはボランチ）。なすのからどら焼き（手作り）をプレゼントされる辺り、気に入られている模様。姉のユリ同様酒乱。
『高宮なすのです！』においては、なすのに請われて夏休みの間、高宮家の執事となる。同作でのツッコミ役。

### かなえの関係者
おばあちゃん
声 - 三宅麻理恵
第4巻第32面で初登場したかなえの祖母。第6巻第44面ではエジプトに移住していたが、第8巻第60面では日本に戻っている。第9巻第74面で登場した際は自宅の裏の畑で果物（主にドリアン）を育てていた。
登場するたびに見た目や職業などに何かしら変化があり、初登場時は髪がなく、2度目の登場時は髪（アニメ版での髪色は灰色）が描かれており、3度目の登場時（アニメ版での髪色は桃色）はラッパー化、4度目の登場時は顔がもはや別キャラと化しており、おまけ漫画では日焼けしてさらに変化した（ユリ曰く「明らかに人種が変わっている」）。
ユカタン
声 - 高橋伸也 / 演 - 相良ただし（初）
第2巻第10面で初登場したメキシコのユカタン半島から出稼ぎに来た女性。かなえの友人。ユリが驚くほど頭身が高い。第3巻第21・22面では野球の助っ人として登場。
ボビー
声 - 下妻由幸
第2巻第13面で初登場した、幼稚園の園長。元海兵隊員（ルビではシールズ）で、黒い肌の大柄な男性。第3巻第21・22面では野球の助っ人として登場。
ミカさん
声 - 大和田仁美
第2巻第13面で初登場したボビーが経営する幼稚園の職員で、かなえの従姉妹。学生時代にソフトボール部で全国大会に出場した経験があり、第3巻第21・22面の野球の試合では投手を務めた。

### なすのの関係者
なすの “父”（父宮なすの）
声 - 高橋伸也
第1巻第8面で初登場した、なすのの実父。白髪に白いヒゲ、白いスーツを着て眼鏡をかけている。フライドチキン屋の店頭で人形のふりをする高時給（40万）のアルバイトをしている。亀井戸高校のPTA会長でもある（第3巻第19面）。
本編では名前は不明だったが、『高宮なすのです！』ではアルフレッドと名乗っている。
高宮 あやの（たかみや あやの）
声 - 田村ゆかり
『高宮なすのです！』第6話で初登場した、なすのの母。母親とは思えないほど幼い容姿で、常に和服を着ている。娘に負けず劣らずの天然キャラ。
本編では第12巻第99面に初登場した。
ケーキ屋の店長 / 形木矢 貂千雄（けいきや てんちお）
声 - 町田広和
第1巻第3面で初登場した、なすの “父” が経営するケーキ屋の店長。経営者の娘たるなすのにも頭が上がらず、料理の指導（第1巻第8面）や野球の助っ人（第3巻第21・22面）など無理難題を持ちかけられる。第4巻第30面でケーキ屋を廃業し駐車場の管理人となったのち、第7巻第57面で焼いも屋に転職した。
『高宮なすのです！』においては、第8話で操舵員として登場。名刺を差し出した際に長らく不明だった本名がようやく判明した。職業はマルチワーカーを自称している。
ナターリア
声 - 三宅麻理恵（第3期第29面）、高尾奏音（第7期裏面1、第9期第103面） / 演 - 葛山優奈（再）
第4巻第29面で登場した、なすのが長年連れ添ったフランス人形。自らの意思を持ち、言葉をしゃべれる。
なすのに供養として無理やり焚き上げられそうになったため必死に命乞いをしたが、無視されてそのまま火の中へ放り込まれ、焚き上げられながら怨み言葉を吐いた。その後（第10巻裏面1）も恨みをはらそうとなすのに取り付いて呪おうとしているがなすのにはなぜか呪いがきかず、逆に腹パンを喰らわせられて返り討ちにされている。
色葉似 ほへと（いろはに ほへと）
声 - 愛原ありさ
『高宮なすのです！』第2巻第15話で初登場（そのため同作のアニメには未登場）した、高宮家のメイド。メイド服を着用し、右目に眼帯をしている。何をやっても失敗し、怪我をする常軌を逸したレベルのドジっ子。すぐにクビとなったが、その後も高宮家に居座り続けている。
『うさかめ』では芝草の後輩で、兎亀高校テニス部OG。
和子（かずこ）
声 - 三宅麻理恵
第11巻第89面で初登場（アニメ版でのクレジットは人形）した、海の旅行の時になすのに憑いてきた、意思を持った意識高い系日本人形。ナターリアと一緒で、こちらもなすのに腹パンされた。今もなすのに憑いている。
フルチンで歩いていたらショットガンで撃たれて殺されたクマ
声 - 相馬康一
第12巻第103面で初登場（アニメ版でのクレジットはくま）した、呪いの館にいたクマの剥製。第9巻第77面に出てきたクマさんのおじさんではないかと推測される。
なすのの家にナターリア達と共にいる。
呪われしカーテンフック
第12巻第103面で初登場した、いつも自分ばかりひっかかり仲間から馬鹿にされ、いつしか呪いのフックになった。
なすのの家にナターリア達と共にいる。

### まりもの関係者
板東 森子（ばんどう もりこ）
声 - 優希 / 演 - 穂波ゆき（初）、ゆうの（再）
第3巻第23面でセリフのみ登場し、第3巻描き下ろし「裏面」で初登場したまりもの母。まりもからは「おかん」、トマリンからは「森子」と呼ばれている。
トマリン
声 - 小倉唯 / 演 - 彩川ひなの
第3巻第23面で初登場した宇宙人。O-12星群出身で、乗ってきた宇宙船が故障してまりも家の屋上に不時着した。一旦修理できたかに見えたが再び墜落し、まりもの家で居候を始めた（第3巻描き下ろし「裏面」）。普段は地球人の少女のような姿に擬態しているが、正体はバッタ（作中の表現による）のような姿。一人称は「僕」。フルネームは「トマソン・トンプソン・トマリンソン」。体長140センチメートルから220メートル、体重30キログラムから7トン。

### 近藤家
近藤 うどん子（こんどう うどんこ）
声 - 石原夏織 / 演 - 高宗歩未
第2巻第14面で初登場した亀井戸高校新聞部所属の1年女子生徒。赤みがかった茶色の髪をツインテールにまとめて、眼鏡をかけている。ゴシップ記事が得意。当初は「近藤さん」と呼ばれていたが、運動会（第3巻第19面）のとき名乗った「うどん子」（“上からでも下からでも読める”から、という理由で本人が適当につけた名前で本名ではない）が定着した。しかし、姉のアネンコフからは「うどん子」と呼ばれている（第6巻第43面）。実家はうどん屋だが、元ボウリング場に居抜出店したためレーンなどがそのまま残されている（第3巻第24面）。
アニメでは第2期より登場する。
うどん屋の店長
声 - 町田広和
第3巻第24面で初登場した近藤うどん子、アネンコフ（後述）の祖父で、うどん屋「こんどうどん」の店主。様々なうどん屋で修業し、図面を見ずに元ボウリング場を買い取って開店した。うどん作りの腕は確かなようだが出来たうどんをレーンから投げて出すなど異常なセンスで店を切り盛りしている。
近藤 アネンコフ（コンドー♪仏♪アネンコフ）
声 - 喜多村英梨 / 演 - 末永みゆ
第4巻第33面で初登場した僧侶。容姿はポニーテールの髪型と全身浅黒い肌に豹柄ワンピースを着たギャルで、言動も見た目そのままだが、確かな眼力と一流の除霊技術を持つ。ユリのおじの葬儀で彼女と出会い、第6巻第43面ではうどん子の姉として再登場した。アニメ第3期第33面でのクレジットは「ギャル坊主」となっている。

### その他のキャラクター
色々あった人（豚丼屋の店長、フライドチキン屋の店長）
声 - 町田広和
第1巻第9面で豚丼屋（漫画版では豚野家、テレビアニメ版では豚野郎）の店長として初登場。第12巻第96面で再登場したときはフライドチキン屋の店長となっており、雰囲気まで変わっていた。本人曰く、「色々あるんだよ、生きているとさ」とのこと。
ミラドル将軍（ミラドルしょうぐん）
声 - ルーツ（アニメ）、町田広和（オーディオドラマ）
第2巻第15面で初登場した合宿所の管理人。悪の秘密組織風（作中の表現による）の軍服を着用し、右手がハサミになっている。第2巻第17面では右手がピーラーになっていた。
メンコ軍団
声 - 高橋伸也、下妻由幸
第3巻第25面で登場。北斗の拳の悪役のような姿の3人組。なすのにしつこく言い寄ってきたが悪気はなく、最終的にはなすのを助けた。
マッドネス
声 - 町田広和、高橋伸也、石谷春貴
第3巻第25面に初登場。仮面を付けた3人組で、自分たちをプロフェッショナルと名乗り、なすのを攫おうとした。
『高宮なすのです！』では第1巻第8話および第2巻第19話に登場、なすのを誘拐しようとしたが失敗した。
トム（マイケル）
声 - 三宅麻理恵
第5巻第35面でまりもの話題に上り第5巻第36面で初登場した外国人風の少年。古文のような（ユリによる表現）話し方をする。名前は当初マイケルだったが、第6巻第49・50面で四人のカンボジア旅行に通訳として同行した際はトムと名乗った。また、第13巻第114面に登場したときには、『ジャックと豆の木』のジャックの隣の家に住んでいたトムと紹介された。
轟 雷右衛門（とどろき らいえもん）
声 - 相馬康一
第6巻第49・50面で4人のカンボジア旅行にガイドとして同行した男性。江戸弁を話す。第6巻第44面のおまけ3コママンガでは轟と同じ風貌の寿司職人が登場しており、同一人物と思われる。第7巻巻頭では登場人物紹介を担当。第13巻103面にも登場。
ルーツ（ツインテ少女）
声 - 鬼頭明里
所々で突然現れる少女。同作者の「自分がツインテールのかわいい女の子だと思いこんで、今日の出来事を4コマにする。」のルーツ自身。

### 兎亀高校テニス部
第5巻第35面で全国大会団体戦の対戦相手として初登場したが、セリフは一切なく、作者のルーツも「多分もう出てこない」としていたが、第7巻第56面で再登場を果たした。その後7巻ではルーツ描き下ろしの闇面「兎亀高校庭球部」が掲載され、彼女たちを主演とするスピンオフ作品『うさかめ』も制作された。
田中 きなこ（たなか きなこ）
声 - 中島由貴 / 演 - 中島由貴
『うさかめ』の主人公。2年生。全国大会では西新井大師とのペアでかなえ・ユリ組とダブルスで対戦した。佐藤と共にボケ役を担う。祖母を使用人のように使い、報酬も支払っている。第8巻第65面で単独での登場を果たしており、4人の中で先行してフルネームが判明している。実家は駄菓子屋。
鈴木 あやこ（すずき あやこ）
声 - 新井田いづみ / 演 - 山崎彩花（初）、愛原ありさ・曽我部英理（再・ダブルキャスト）
3年生。全国大会ではシングルスでまりもと対戦。前髪をぱっつんにした長い髪が特徴。ツッコミ役として他の部員3人に振り回されている。第10巻第82面にてフルネームが判明した。
佐藤 くるみ（さとう くるみ）
声 - 小出ひかる / 演 - 田口真美（初）、小出ひかる・高尾奏音（再・ダブルキャスト）
3年生。全国大会ではシングルスでなすのと対戦。左目の下に絆創膏を貼っている。きなこと共にボケ役。第10巻第82面にてフルネームが判明すると共に、15年留年していることが判明した。また実家は豆屋である。
西新井大師 西（にしあらいだいし にし）
声 - 谷尻まりあ / 演 - 三田ちとせ（初）、谷尻まりあ・愛原ありさ（再・ダブルキャスト）
1年生。全国大会ではきなことのペアでダブルスに出場。第7巻第56面での再登場時は後姿が1カット登場したのみ。第7巻闇面でも黙々とうどんを食べるのみでセリフが一切ない。第10巻第82面にてフルネームが判明したが、ここでもセリフが一切ない。スピンオフ作品の『うさかめ』では、ホンダの排気量110ccのカブに乗って通学しているシーンなどがあるため、バイク免許を取得していると思われる。
芝草 宇宙（しばくさ そら）
声 - 徳井青空 / 演 - 青柳伽奈
『うさかめ』で初登場した、テニス部の顧問。

### 兎亀高校関係者
古平 たすく（ふるびら たすく）
声 - 高尾奏音
『高宮なすのです！』（2014年5月号）では亀井戸中学2年生で、なすののクラスメイト。第2巻第14話での再登場時は兎亀高校2年生。
『うさかめ』ではきなこのクラスメイト。
馬場 みやこ（ばば みやこ）
声 - 曽我部英理
ニックネームは「ばーみゃん」。
『高宮なすのです！』（2014年5月号）では亀井戸中学2年生で、なすののクラスメイト。第2巻第14話での再登場時はたすくと同じ兎亀高校2年生。
『うさかめ』ではきなこのクラスメイト。
中田 有佐美（なかた うさみ）
西のクラスメイト。広島出身。元プロテニスプレイヤーの娘でジュニアグランプリで優勝しているが、テニス部を初めとする部活には一切所属していない。
杉谷 つみれ（すぎや つみれ）
くるみ、あやこのクラスメイト。バドミントン部に所属。
新垣 さな（あらかき さな）
くるみ、あやこのクラスメイト。バドミントン部に所属。

## 書誌情報
- ルーツ（原作）、Piyo（作画）、『てーきゅう』アース・スター エンターテイメント<Earth star comics>、全15巻
  1. 2012年8月11日発行（2012年8月11日発売[29]）、ISBN 978-4-8030-0363-5
  2. 2012年10月12日発行（2012年10月12日発売[30]）、ISBN 978-4-8030-0385-7
  3. 2012年12月12日発行（2012年12月12日発売[31]）、ISBN 978-4-8030-0395-6
  4. 2013年6月12日発行（2013年6月12日発売[32]）、ISBN 978-4-8030-0470-0
  5. 2013年8月12日発行（2013年8月12日発売[33]）、ISBN 978-4-8030-0488-5
  6. 2013年10月12日発行（2013年10月12日発売[34]）、ISBN 978-4-8030-0507-3
  7. 2013年12月12日発行（2013年12月12日発売[35]）、ISBN 978-4-8030-0518-9
  8. 2014年7月11日発行（2014年7月11日発売[36]）、ISBN 978-4-8030-0593-6
  9. 2015年3月12日発行（2015年3月12日発売[37]）、ISBN 978-4-8030-0691-9
  10. 2015年9月12日発行（2015年9月12日発売[38]）、ISBN 978-4-8030-0784-8
  11. 2016年4月12日発行（2016年4月12日発売[39]）、ISBN 978-4-8030-0903-3
  12. 2016年10月12日発行（2016年10月12日発売）、ISBN 978-4-8030-0961-3
  13. 2017年4月12日発行（2017年4月12日発売）、ISBN 978-4-8030-1026-8
  14. 2017年8月10日発行（2017年8月10日発売）、ISBN 978-4-8030-1087-9
  15. 2018年2月10日発行（2018年2月10日発売）、ISBN 978-4-8030-1158-6
- ルーツ（原作）、Piyo（作画）、『高宮なすのです！』アース・スター エンターテイメント<Earth star comics>、全2巻
  1. 2015年3月12日発行（2015年3月12日発売[37]）、ISBN 978-4-8030-0693-3
  2. 2015年11月12日発行（2015年11月12日発売[40]）、ISBN 978-4-8030-0799-2
- ルーツ（原作）、桐沢十三（作画）、Piyo（キャラクター原案）、『うさかめ』アース・スター エンターテイメント<Earth star comics>、全3巻
  1. 2015年12月12日発行（2015年12月12日発売[41]）、ISBN 978-4-8030-0829-6
  2. 2016年3月12日発行（2016年3月12日発売[42]）、ISBN 978-4-8030-0863-0
  3. 2016年6月11日発行（2016年6月11日発売[43]）、ISBN 978-4-8030-0924-8

## テレビアニメ
第1〜9期すべて、3分枠のショートアニメ。監督・脚本・演出・キャラクターデザインは板垣伸、制作会社は第1期 - 第3期がMAPPA、第4期以降がミルパンセ、音響制作はダックスプロダクションがそれぞれ担当している。3分枠のショートアニメ作品でありながら原作内のエピソードが省略されずに詰め込まれ、1話につき30カットあまりのハイテンポなカット割りで進行する。作画には、原画に中割りを挟まない「中なし」の手法が用いられ、動画枚数を抑える工夫が見られる。なお、第4期第48面には初めて中割りが使われたカットが存在する。また、『高宮なすのです！』のBlu-ray特典には、「ゴージャス版」と称し、全編に中割りを使用した回が収録されている。
なお、関西地区の日本テレビ系列局である読売テレビの子会社、読売テレビエンタープライズ (YTE) のプロデューサーである北田修一が第1期 - 第3期で企画協力・テニス指導として携わっているが、第1期と第2期は読売テレビでは放送されなかった。しかし、第3期は兵庫県を主なエリアとするサンテレビで放送されることになったため、一応は関西地区での放送が実現したことになる。これを記念し、サンテレビでの第26話はメインキャラクター4人の台詞を関西弁に吹き替えたバージョンが放送された。2015年の再放送では標準語の通常バージョンが放送されたため、サンテレビの視聴者は両方のバージョンを視聴できたことになる。
第1期
TOKYO MXにて、2012年10月7日から12月23日まで放送。また、AT-Xでは2012年10月8日から12月24日まで「番宣CM枠」にてランダムに放送した。ニコニコ動画、アニメイトTV、ビデオマーケットでの動画配信も行われた。
ニコニコチャンネルで2012年10月8日に配信開始された第1面は当日の「デイリーランキング」で1位を獲得した後、1日半で10万回以上再生されたと報じられた。
第2期
2013年7月7日から9月22日まで放送。話数は第1期から連番でカウントされている。これに先立ち、同年6月30日放送の『血液型くん!』第13話（特別編）では本作とのコラボレーションとして、ユリとなすのが『血液型』の2頭身キャラに扮して登場した。また終了後の9月29日は特別編としてユリとなすのが登場し、本作のBDや第3期の告知のほか、アニメ『世界でいちばん強くなりたい!』の宣伝を行った。
第3期
第2期から引き続き2013年10月6日より12月22日までTOKYO MX・サンテレビで放送。関西進出を記念して、キービジュアルはメインキャラが道頓堀で食べ歩く姿が描かれた。
終了後の12月29日は第2期と同じ方式で特別編が放送された。
ベストセレクション
2014年7月より9月まで放送。放送時間枠が5分となったことで、1話につき2エピソードを放送。再放送となるTOKYO MXの他、本放送を放送しなかったKBS京都でも放送した。これに先駆け、『KBS京都アニメ通信2014夏』では第1話や第15話を紹介した。
第4期・高宮なすのです！
第4期は2014年8月31日にAnimelo Summer Liveの特設会場で、『高宮なすのです！ 〜てーきゅうスピンオフ〜』は2014年12月15日にアース・スターまつり2014で、それぞれ制作が発表された。両作とも2015年4月より放送。制作スタジオはMAPPAから第2期・第3期で「制作協力」だったミルパンセに変更される。また放送の順番は第4期→「なすの」→過去作の再放送を2話連続（5月2週目までは第1期、それ以降は第2期。ともにサンテレビでは初OA）となる。
第5期
第4期第1話の放送中に制作が発表された。第4期に引き続いて2015年7月より放送。これに続き、第3期の再放送も行われた。
第6期
2015年8月14日にコミックマーケット88にて発表された。第5期に引き続いて2015年10月より放送。キービジュアルでは、メインキャラクターが、主題歌を担当するアース・スター ドリームの衣装を着たイラストが使用された。
第7期
2015年12月6日にニコニコ生放送にて制作が発表された。2016年1月より引き続き放送。
うさかめ
2016年4月から6月まで放送された。メインキャストや主題歌をアース・スター ドリームが担当する。
第8期
2016年8月10日に発表された。同年10月から12月まで放送。
第9期
2017年4月7日に発表された。同年7月から10月まで放送。本シリーズではEDがあるため、全部で2分30秒となっている。

### スタッフ
|                               | 第1期                                                                     | 第2期                             | 第3期                             | 第4期                             | 高宮なすのです！                  | 第5期                             | 第6期                             | 第7期                             | うさかめ          | 第8期                      | 第9期                          |
| ----------------------------- | ------------------------------------------------------------------------- | --------------------------------- | --------------------------------- | --------------------------------- | --------------------------------- | --------------------------------- | --------------------------------- | --------------------------------- | ----------------- | -------------------------- | ------------------------------ |
| 原作                          | ルーツ / Piyo                                                             | ルーツ / Piyo                     | ルーツ / Piyo                     | ルーツ / Piyo                     | ルーツ / Piyo                     | ルーツ / Piyo                     | ルーツ / Piyo                     | ルーツ / Piyo                     | ルーツ / 桐沢十三 | ルーツ / Piyo              | ルーツ / Piyo                  |
| 原作                          | （「コミック アース・スター」連載 / アース・スター エンターテイメント刊） |                                   |                                   |                                   |                                   |                                   |                                   |                                   |                   |                            |                                |
| 監督・脚本・音響監督          | 板垣伸                                                                    | 板垣伸                            | 板垣伸                            | 板垣伸                            | 板垣伸                            | 板垣伸                            | 板垣伸                            | 板垣伸                            | 板垣伸            | 板垣伸                     | 板垣伸                         |
| チーフディレクター            | N/A                                                                       | N/A                               | N/A                               | N/A                               | N/A                               | N/A                               | N/A                               | N/A                               | 村田光            | N/A                        | N/A                            |
| キャラクターデザイン          | 板垣伸                                                                    | 板垣伸                            | 板垣伸                            | 板垣伸                            | 板垣伸                            | 板垣伸                            | 板垣伸                            | 板垣伸                            | 菅原美幸・宮村明  | 板垣伸                     | 板垣伸                         |
| キャラクターデザイン          | N/A                                                                       | N/A                               | N/A                               | N/A                               | 三宅舞子                          | N/A                               | N/A                               | N/A                               | 菅原美幸・宮村明  | N/A                        | N/A                            |
| 絵コンテ                      | 板垣伸                                                                    | 板垣伸                            | 板垣伸                            | 板垣伸                            | 板垣伸                            | 板垣伸                            | 板垣伸                            | 板垣伸                            | 村田光            | 板垣伸                     | 板垣伸                         |
| 色彩設計                      | 森博行                                                                    | 森博行                            | 森博行                            | 長谷川美穂                        | 長谷川美穂                        | N/A                               | 山上愛子 （色彩設定）             | 山上愛子 （色彩設定）             | 井口誠            | 山上愛子 （色彩設定）      | 山上愛子                       |
| 色彩設計                      | N/A                                                                       | 鈴木寿枝                          | 鈴木寿枝                          | 長谷川美穂                        | 長谷川美穂                        | N/A                               | 山上愛子 （色彩設定）             | 山上愛子 （色彩設定）             | 井口誠            | 山上愛子 （色彩設定）      | 山上愛子                       |
| 色彩設計                      | N/A                                                                       | 村田恵里子                        | 佐藤はじめ                        | 長谷川美穂                        | 長谷川美穂                        | N/A                               | 山上愛子 （色彩設定）             | 山上愛子 （色彩設定）             | 井口誠            | 山上愛子 （色彩設定）      | 山上愛子                       |
| 美術監督・美術                | 赤井文尚・二木佐友里                                                      | 赤井文尚・二木佐友里              | 赤井文尚・二木佐友里              | 里見篤                            | 里見篤                            | 里見篤                            | 里見篤                            | 里見篤                            | 阿部江津子        | 里見篤                     | 山田飛翔・品川純生・竹原すみれ |
| 撮影監督                      | 石野敦夫                                                                  | 坂巻哲嗣                          | 坂巻哲嗣                          | 山本陽介                          | 山本陽介                          | 松井伸哉                          | 川田敏寛                          | 川田敏寛                          | 春原幸子          | 川田敏寛                   | 川田敏寛                       |
| 編集                          | 廣瀬清志・長谷川舞                                                        | 廣瀬清志・長谷川舞                | 廣瀬清志・長谷川舞                | 廣瀬清志・長谷川舞                | 田村ゆり                          | 廣瀬清志・長谷川舞                | 田村ゆり                          | 廣瀬清志・長谷川舞                | 田村ゆり          | 廣瀬清志・長谷川舞         | 板垣伸・播摩優                 |
| プロデューサー                | 後藤裕・今西栄介                                                          | 後藤裕・今西栄介                  | 後藤裕・今西栄介                  | 後藤裕・今西栄介                  | 後藤裕・今西栄介                  | 後藤裕・今西栄介                  | 後藤裕・今西栄介                  | 後藤裕・今西栄介                  | 後藤裕・今西栄介  | 後藤裕・今西栄介           | 後藤裕・今西栄介               |
| プロデューサー                | 岩浪敦                                                                    |                                   |                                   |                                   |                                   |                                   |                                   |                                   |                   |                            |                                |
| プロデューサー                | 森脇誠                                                                    | N/A                               | N/A                               | 大原秦三                          | 大原秦三                          | 大原秦三                          | N/A                               | N/A                               | 小倉由美          | 小倉由美                   | 小倉由美                       |
| テニス指導                    | 北田修一                                                                  | 北田修一                          | 北田修一                          | N/A                               | N/A                               | N/A                               | N/A                               | N/A                               | N/A               | N/A                        | N/A                            |
| 大阪弁指導                    | N/A                                                                       | 今西栄介                          | 今西栄介                          | 今西栄介                          | 今西栄介                          | 今西栄介                          | 今西栄介                          | 今西栄介                          | N/A               | 今西栄介                   | 今西栄介                       |
| アニメーション プロデューサー | 田中将士                                                                  | 大塚学                            | 大塚学                            | 白石直子                          | 白石直子                          | 白石直子                          | 白石直子                          | 白石直子                          | N/A               | N/A                        | N/A                            |
| アニメーション制作            | MAPPA                                                                     | MAPPA                             | MAPPA                             | ミルパンセ                        | ミルパンセ                        | ミルパンセ                        | ミルパンセ                        | ミルパンセ                        | ミルパンセ        | ミルパンセ                 | ミルパンセ                     |
| 制作協力                      | N/A                                                                       | ミルパンセ                        | ミルパンセ                        | N/A                               | N/A                               | スノードロップ                    | N/A                               | N/A                               | N/A               | N/A                        | N/A                            |
| 製作                          | アース・スター エンターテイメント                                         | アース・スター エンターテイメント | アース・スター エンターテイメント | アース・スター エンターテイメント | アース・スター エンターテイメント | アース・スター エンターテイメント | アース・スター エンターテイメント | アース・スター エンターテイメント | 兎亀高校庭球部    | スマイラル・アニメーション | スマイラル・アニメーション     |
| 製作                          | ダックスプロダクション                                                    | ダックスプロダクション            | ダックスプロダクション            | ダックスプロダクション            | ダックスプロダクション            | ダックスプロダクション            | ダックスプロダクション            | ダックスプロダクション            | 兎亀高校庭球部    | ダックスプロダクション     | N/A                            |
| 製作                          | N/A                                                                       | N/A                               | N/A                               | N/A                               | N/A                               | N/A                               | N/A                               | N/A                               | 兎亀高校庭球部    | ミルパンセ                 | ミルパンセ                     |

### 主題歌
「没落貴族のためのてーきゅう」（第1期）
作詞 - ルーツ / 作曲 - ワタナベハッカイ / 歌 - 渡部優衣
フル収録のCDがコミックマーケット83（2012年冬開催）のYTEブースで先行発売された。
2013年3月29日に一般発売。アニメキャストによるオーディオドラマ4本（第15面〜第17面、第15面おまけ）を収録。
「メニメニマニマニ」（第2期）
作詞・作曲・編曲 - やしきん / 歌 - 高宮なすの（鳴海杏子）
2013年8月7日発売。オーディオドラマ2本（第41面、第42面）を収録。
「ぬふっとてーきゅうポトラッチ」（第3期）
作詞 - ルーツ / 作曲・編曲 - 山本はるきち / 歌 - Naive
「Naive」は日本マンガ芸術学院の声優タレントコースに所属する女子学生7人組によるユニット。
フル収録のCDがコミックマーケット85（2013年冬開催）のYTEブースで先行発売された。オーディオドラマ2本（第43面、第45面）を収録。
「今宵フェスティバブル」（ベストセレクションオープニングテーマ）
作詞・作曲・編曲 - やしきん / 歌 - 高宮なすの（鳴海杏子）
2014年8月22日発売。
「夕暮アフター」（ベストセレクションエンディングテーマ）
作詞・作曲・編曲 - やしきん / 歌 - 鳴海杏子
本編のエンディングでは実写PVが使用されている。
2014年8月22日発売。
「ファッとして桃源郷」（第4期）
作詞・作曲・編曲 - やしきん / 歌 - 新庄かなえ（三森すずこ）
2015年5月27日発売。
「黄金のキンデレラ〜午前0時に魔法は解けず〜」（高宮なすのです！）
作詞・作曲・編曲 - やしきん / 歌 - 高宮なすの（鳴海杏子）
2015年5月27日発売。
「Qunka!」（第5期）
作詞・作曲・編曲 - やしきん / 歌 - 板東まりも（花澤香菜）
2015年5月27日発売。
「とってもサファリ」（第6期）
作詞・作曲・編曲 - やしきん / 歌 - アース・スター ドリーム
2015年11月25日発売。
「ツッパリくんvs関取マン」（第7期）
作詞・作曲・編曲 - やしきん / 歌 - 押本ユリ（渡部優衣）、新庄かなえ（三森すずこ）、高宮なすの（鳴海杏子）、板東まりも（花澤香菜）
2016年2月17日発売。
「走れ！うさかめ高校テニス部!!」（うさかめオープニングテーマ）
作詞・作曲 - 菅大輔 / 編曲 - 岸田勇気 / 歌 - うさかめ高校テニス部（中島由貴、小出ひかる、新井田いづみ、谷尻まりあ）
2016年5月25日発売。
「Promise you」（うさかめエンディングテーマ）
作詞 - 磯谷佳江 / 作曲 - 小野貴光 / 編曲 - 玉木千尋 / 歌 - アース・スター ドリーム
2016年5月25日発売。
「グルテン哀歌（エレジー）」（第8期（第85 - 86面、第89面、第91面、第93面、第95面））
作詞・作曲・編曲 - 園田健太郎 / 歌 - 近藤うどん子（石原夏織）
2016年11月23日発売。8期はW主題歌として使用される。
「ニホンゴワカリマセン」（第8期（第87 - 88面、第90面、第92面、第94面、第96面））
作詞・作曲・編曲 - 園田健太郎 / 歌 - トマリン（小倉唯）
同上。
「ドリーム・ファースト・宣誓しょん！」（第9期オープニングテーマ）
作詞・作曲・編曲 - 大畑拓也 / 歌 - 押本ユリ（渡部優衣）
2017年8月16日発売。
「開運！招福！炎天歌」（第9期エンディングテーマ）
作詞 - 桑原永江 / 作曲・編曲 - 渡部チェル / 歌 - アース・スター ドリーム
2017年8月2日発売。本編の本放送においてエンディングテーマが使用されるのは初となる。

### 各話リスト
サブタイトルは「先輩と（映画タイトルの一部）」の形式となっており、映画のタイトルはかなえが前日に見た映画という設定である。『高宮なすのです！』は村上春樹作品より。
| 話数                                          | サブタイトル                                          | 演出            | 総作画監督 | 作画監督        | ベストセレクション 放送順 |
| 第1期                                         | 第1期                                                 | 第1期           | 第1期      | 第1期           | 第1期                     |
| --------------------------------------------- | ----------------------------------------------------- | --------------- | ---------- | --------------- | ------------------------- |
| 第1面                                         | 先輩と一期一会                                        | 板垣伸          | -          | 板垣伸          | 1話Aパート                |
| 第2面                                         | 先輩とカリビアン                                      | 板垣伸          | -          | 板垣伸          | 1話Bパート                |
| 第3面                                         | 先輩と黄金狂時代                                      | 板垣伸          | -          | 板垣伸          | 2話Aパート                |
| 第4面                                         | 先輩とグーニーズ                                      | 板垣伸          | -          | 板垣伸          | 2話Bパート                |
| 第5面                                         | 先輩とDENGEKI                                         | 板垣伸          | -          | 板垣伸          |                           |
| 第6面                                         | 先輩とウォーターワールド                              | 板垣伸          | -          | 板垣伸          | 3話Aパート                |
| 第7面                                         | 先輩とロシアより愛をこめて                            | 板垣伸          | -          | 板垣伸          |                           |
| 第8面                                         | 先輩と7月4日に生まれて                                | 板垣伸          | -          | 板垣伸          | 3話Bパート                |
| 第9面                                         | 先輩とディナーラッシュ                                | 板垣伸          | -          | 板垣伸          | 4話Aパート                |
| 第10面                                        | 先輩とウハウハザブーン                                | 板垣伸          | -          | 板垣伸          |                           |
| 第11面                                        | 先輩とナチョ・リブレ                                  | 板垣伸          | -          | 板垣伸          | 4話Bパート                |
| 第12面                                        | 先輩とシックスセンス                                  | 板垣伸          | -          | 板垣伸          |                           |
| 特別編                                        | 年末年始スペシャル・押本ユリ&高宮なすのの情報コーナー | -               | -          | -               | -                         |
| 特別編                                        | 血液型くん!フューチャリング ユリ&なすの               | -               | -          | -               | -                         |
| 第2期                                         |                                                       |                 |            |                 |                           |
| 第13面                                        | 先輩とフルメタルジャケット                            | 板垣伸          | -          | 板垣伸          | 5話Aパート                |
| 第14面                                        | 先輩とワンス・アンド・フォーエバー                    | 板垣伸          | -          | 板垣伸          | 5話Bパート                |
| 第15面                                        | 先輩とトランスフォーマー                              | 板垣伸          | -          | 板垣伸          | 6話Aパート                |
| 第16面                                        | 先輩とピンポン                                        | 板垣伸          | -          | 板垣伸          | 6話Bパート                |
| 第17面                                        | 先輩とマーズ・アタック                                | 板垣伸          | -          | 板垣伸          | 7話Aパート                |
| 第18面                                        | 先輩とエボリューション                                | 板垣伸          | -          | 板垣伸          |                           |
| 第19面                                        | 先輩とラン・ローラ・ラン                              | 板垣伸          | -          | 板垣伸          | 7話Bパート                |
| 第20面                                        | 先輩とサイダーハウス・ルール                          | 板垣伸          | -          | 板垣伸          | 14話Aパート               |
| 第21面                                        | 先輩とメジャーリーグ                                  | 板垣伸          | -          | 板垣伸          | 8話Aパート                |
| 第22面                                        | 先輩とフィールド・オブ・ドリームス                    | 板垣伸          | -          | 板垣伸          | 8話Bパート                |
| 第23面                                        | 先輩とE.T.                                            | 板垣伸          | -          | 板垣伸          | 9話Aパート                |
| 第24面                                        | 先輩とおいしいレストラン                              | 板垣伸          | -          | 板垣伸          | 9話Bパート                |
| 特別編                                        | ユリ&なすのの情報コーナー                             | -               | -          | -               | -                         |
| 裏面1 （TV未放送）                            | 先輩とチョコレート工場                                | 板垣伸          | -          | 板垣伸          |                           |
| 裏面2 （TV未放送）                            | 先輩と千尋の神隠し                                    | 板垣伸          | -          | 板垣伸          |                           |
| 第3期                                         |                                                       |                 |            |                 |                           |
| 第25面                                        | 先輩とワールド・イズ・ノット・イナフ                  | 板垣伸          | -          | 板垣伸          |                           |
| 第26面                                        | 先輩とスタンド・バイ・ミー                            | 板垣伸          | -          | 板垣伸          | 10話Aパート               |
| 第27面                                        | 先輩とマッドマックス                                  | 板垣伸          | -          | 板垣伸          | 10話Bパート               |
| 第28面                                        | 先輩とシザーハンズ                                    | 板垣伸          | -          | 板垣伸          |                           |
| 第29面                                        | 先輩とハングオーバー!                                 | 板垣伸          | -          | 板垣伸          |                           |
| 第30面                                        | 先輩と8マイル                                         | 板垣伸          | -          | 板垣伸          | 11話Aパート               |
| 第31面                                        | 先輩とヴェニスの商人                                  | 板垣伸          | -          | 板垣伸          | 11話Bパート               |
| 第32面                                        | 先輩と羅生門                                          | 板垣伸          | 板垣伸     | 三宅舞子        | 14話Bパート               |
| 第33面                                        | 先輩とコンスタンティン                                | 板垣伸          | 板垣伸     | 三宅舞子        | 12話Aパート               |
| 第34面                                        | 先輩とドリームキャッチャー                            | 板垣伸          | -          | 板垣伸          | 12話Bパート               |
| 第35面                                        | 先輩とトゥモロー・ネバー・ダイ                        | 板垣伸          | -          | 板垣伸          | 13話Aパート               |
| 第36面                                        | 先輩とコーチ・カーター                                | 板垣伸          | -          | 板垣伸          | 13話Bパート               |
| 特別編                                        | ユリ&なすのの年末特別編                               | -               | -          | -               | -                         |
| 裏面1 （TV未放送）                            | 先輩とトマリン・コンフィデンシャル前篇                | 板垣伸          | -          | 板垣伸          |                           |
| 裏面2 （TV未放送）                            | 先輩とトマリン・コンフィデンシャル後篇                | 板垣伸          | -          | 板垣伸          |                           |
| 第4期                                         |                                                       |                 |            |                 |                           |
| 第37面                                        | 先輩とメン・イン・ブラック                            | 板垣伸          | -          | 板垣伸          |                           |
| 第38面                                        | 先輩とロミオ・マスト・ダイ                            | 板垣伸          | -          | 板垣伸          |                           |
| 第39面                                        | 先輩とトレインスポッティング                          | 板垣伸          | -          | 板垣伸          |                           |
| 第40面                                        | 先輩とランボー                                        | 板垣伸          | -          | 板垣伸          |                           |
| 第41面                                        | 先輩とジョーズ                                        | 板垣伸          | -          | 板垣伸          |                           |
| 第42面                                        | 先輩とキャスト・アウェイ                              | 板垣伸          | -          | 板垣伸          |                           |
| 第43面                                        | 先輩とスターリングラード                              | 板垣伸          | -          | 板垣伸          |                           |
| 第44面                                        | 先輩とハムナプトラ                                    | 板垣伸          | -          | 板垣伸          |                           |
| 第45面                                        | 先輩とGOAL!                                           | 板垣伸          | 板垣伸     | 宮村明          |                           |
| 第46面                                        | 先輩とショーン・オブ・ザ・デッド                      | 板垣伸          | 板垣伸     | 内田直人        |                           |
| 第47面                                        | 先輩とバグズ・ライフ                                  | 板垣伸          | -          | 板垣伸 宮村明   |                           |
| 第48面                                        | 先輩とアポカリプト                                    | 板垣伸          | -          | 板垣伸 内田直人 |                           |
| 裏面1 （TV未放送）                            | 先輩とバック・トゥ・ザ・フューチャー                  | 板垣伸          | -          | 板垣伸 内田直人 |                           |
| 裏面2 （TV未放送）                            | 先輩とミスティック・リバー                            | 板垣伸          | -          | 板垣伸 菅原美幸 |                           |
| 『高宮なすのです！ 〜てーきゅうスピンオフ〜』 |                                                       |                 |            |                 |                           |
| 第1話                                         | 執事男                                                | 板垣伸          | -          | 板垣伸 三宅舞子 |                           |
| 第2話                                         | 執事を巡る冒険                                        | 板垣伸          | -          | 板垣伸 三宅舞子 |                           |
| 第3話                                         | 執事と呼ばれた少年                                    | 板垣伸          | -          | 三宅舞子        |                           |
| 第4話                                         | 執事博士おおいに食べ、おおいに語る                    | 板垣伸          | -          | 三宅舞子        |                           |
| 第5話                                         | 執事襲撃                                              | 板垣伸          | -          | 三宅舞子        |                           |
| 第6話                                         | 執事再襲撃                                            | 板垣伸          | -          | 三宅舞子        |                           |
| 第7話                                         | 執事の終わりとタカミーヤンド                          | 板垣伸          | -          | 三宅舞子        |                           |
| 第8話                                         | ピニャ・コラーダ                                      | 板垣伸          | -          | 三宅舞子        |                           |
| 第9話                                         | バナナ・ダイキリ                                      | 板垣伸          | -          | 三宅舞子        |                           |
| 第10話                                        | どら焼きの盛衰                                        | 板垣伸          | -          | 三宅舞子        |                           |
| 第11話                                        | 25メートルプール一杯分                                | 板垣伸          | -          | 三宅舞子        |                           |
| 第12話                                        | 回転木馬                                              | 板垣伸          | -          | 三宅舞子        |                           |
| 幻の第1話 （TV未放送）                        | 古平たすくです！                                      | 板垣伸          | -          | 三宅舞子        |                           |
| 第5期                                         |                                                       |                 |            |                 |                           |
| 第49面                                        | 先輩とターミナル                                      | 板垣伸          | -          | 板垣伸 鳥井聖美 |                           |
| 第50面                                        | 先輩とキリング・フィールド                            | 板垣伸 山中祥平 | 板垣伸     | 鳥井聖美        |                           |
| 第51面                                        | 先輩とビューティフル・ドリーマー                      | 板垣伸 山中祥平 | 板垣伸     | 鳥井聖美        |                           |
| 第52面                                        | 先輩と猫の恩返し                                      | 板垣伸 山中祥平 | 板垣伸     | 鳥井聖美        |                           |
| 第53面                                        | 先輩とダイ・ハード3                                   | 板垣伸 山中祥平 | 板垣伸     | 鳥井聖美        |                           |
| 第54面                                        | 先輩とエイリアンVSプレデター                          | 板垣伸 山中祥平 | 板垣伸     | 鳥井聖美        |                           |
| 第55面                                        | 先輩とレザボア・ドッグス                              | 板垣伸 山中祥平 | 板垣伸     | 鳥井聖美        |                           |
| 第56面                                        | 先輩とミッション:インポッシブル                       | 板垣伸 山中祥平 | 板垣伸     | 鳥井聖美        |                           |
| 第57面                                        | 先輩と賢者の石                                        | 板垣伸 山中祥平 | 板垣伸     | 鳥井聖美        |                           |
| 第58面                                        | 先輩とデイ・アフター・トゥモロー                      | 板垣伸 山中祥平 | 板垣伸     | 鳥井聖美        |                           |
| 第59面                                        | 先輩とソーシャル・ネットワーク                        | 板垣伸 村田光   | 板垣伸     | 鳥井聖美        |                           |
| 第60面                                        | 先輩とジョンQ                                         | 板垣伸 村田光   | 板垣伸     | 鳥井聖美        |                           |
| 裏面1 （TV未放送）                            | 先輩とジュマンジ                                      | 板垣伸 村田光   | 板垣伸     | 鳥井聖美        |                           |
| 裏面2 （TV未放送）                            | 先輩とジングル・オール・ザ・ウェイ                    | 板垣伸 村田光   | 板垣伸     | 鳥井聖美        |                           |
| 第6期                                         |                                                       |                 |            |                 |                           |
| 第61面                                        | 先輩とバックドラフト                                  | 板垣伸 村田光   | 板垣伸     | 宮村明          |                           |
| 第62面                                        | 先輩とゴールデンアイ                                  | 板垣伸 村田光   | 板垣伸     | 菅原美幸        |                           |
| 第63面                                        | 先輩と武士の一分                                      | 板垣伸 村田光   | 板垣伸     | 三宅舞子        |                           |
| 第64面                                        | 先輩とプレミアム・ラッシュ                            | 板垣伸 村田光   | 板垣伸     | 菅原美幸        |                           |
| 第65面                                        | 先輩とトレマーズ                                      | 板垣伸 村田光   | 板垣伸     | 菅原美幸        |                           |
| 第66面                                        | 先輩とボウリング・フォー・コロンバイン                | 板垣伸 村田光   | 板垣伸     | 宮村明          |                           |
| 第67面                                        | 先輩とダークナイト                                    | 板垣伸 村田光   | 板垣伸     | 菅原美幸        |                           |
| 第68面                                        | 先輩と魔法にかけられて                                | 板垣伸 村田光   | 板垣伸     | 三宅舞子        |                           |
| 第69面                                        | 先輩とミート・ザ・ペアレンツ                          | 板垣伸 村田光   | 板垣伸     | 宮村明 豊島英太 |                           |
| 第70面                                        | 先輩とウィンブルドン                                  | 板垣伸 村田光   | 板垣伸     | 菅原美幸        |                           |
| 第71面                                        | 先輩と猿の惑星                                        | 板垣伸 村田光   | 板垣伸     | 三宅舞子        |                           |
| 第72面                                        | 先輩と2001年宇宙の旅                                  | 板垣伸 村田光   | 板垣伸     | 菅原美幸        |                           |
| 特別編                                        | てーきゅう「年末特番」                                | -               | -          | -               | -                         |
| 特別編                                        | てーきゅう「新春特番」                                | -               | -          | -               | -                         |
| 闇面1 （TV未放送）                            | 先輩とパシフィック・リム                              | 村田光          | -          | -               |                           |
| 闇面2 （TV未放送）                            | 兎亀高校庭球部                                        | 村田光          | -          | -               |                           |
| 第7期                                         |                                                       |                 |            |                 |                           |
| 第73面                                        | 先輩と呪怨                                            | 村田光          | -          | 三宅舞子        |                           |
| 第74面                                        | 先輩とアイアンクラッド                                | 村田光          | -          | 菅原美幸        |                           |
| 第75面                                        | 先輩とブロークバック・マウンテン                      | 村田光          | -          | 三宅舞子        |                           |
| 第76面                                        | 先輩とデンジャラス・ビューティー                      | 村田光          | -          | 菅原美幸        |                           |
| 第77面                                        | 先輩とテッド                                          | 村田光          | -          | 三宅舞子        |                           |
| 第78面                                        | 先輩とフューリー                                      | 村田光          | -          | 菅原美幸        |                           |
| 第79面                                        | 先輩とグランド・ブダペスト・ホテル                    | 村田光          | -          | 三宅舞子        |                           |
| 第80面                                        | 先輩とベティ・サイズモア                              | 村田光          | -          | 菅原美幸        |                           |
| 第81面                                        | 先輩とエクソシスト                                    | 村田光          | -          | 三宅舞子        |                           |
| 第82面                                        | 先輩と桐島、部活やめるってよ                          | 村田光          | -          | 菅原美幸        |                           |
| 第83面                                        | 先輩とストレイト・ストーリー                          | 村田光          | -          | 三宅舞子        |                           |
| 第84面                                        | 先輩とプライベート・ライアン                          | 村田光          | -          | 菅原美幸        |                           |
| 裏面1 （TV未放送）                            | 先輩とチャイルド・プレイ                              | 村田光          | -          | 三宅舞子        |                           |
| 裏面2 （TV未放送）                            | 先輩とノース・ウォーリアーズ                          | 村田光          | -          | 三宅舞子        |                           |
| うさかめ                                      |                                                       |                 |            |                 |                           |
| 特別編                                        | TVアニメ「うさかめ」放送直前特番                      | -               | -          | -               | -                         |
| 第01幕                                        | 後輩と 隣は何を もらい水                              | 村田光          | -          | 菅原美幸        |                           |
| 第02幕                                        | 後輩と そこのけそこのけ お馬が通る                    | 村田光          | -          | 宮村明          |                           |
| 第03幕                                        | 後輩と ひょろりと猫の 影法師                          | 村田光          | -          | 菅原美幸        |                           |
| 第04幕                                        | 後輩と 芙蓉したたる 音すなり                          | 村田光          | -          | 宮村明          |                           |
| 第05幕                                        | 後輩と 春風鳴って 白羽の矢                            | 村田光          | -          | 菅原美幸        |                           |
| 第06幕                                        | 後輩と 野辺につれ立つ 日永哉                          | 村田光          | -          | 宮村明          |                           |
| 第07幕                                        | 後輩と いつか出てある 昼の月                          | 村田光          | -          | 菅原美幸        |                           |
| 第08幕                                        | 後輩と 水がとろりと 春の風                            | 村田光          | -          | 宮村明          |                           |
| 第09幕                                        | 後輩と 奥商人と つれたちて                            | 村田光          | -          | 菅原美幸        |                           |
| 第10幕                                        | 後輩と 明けゆく春の 嵐かな                            | 村田光          | -          | 宮村明          |                           |
| 第11幕                                        | 後輩と 我名よばれん 初しぐれ                          | 村田光          | -          | 菅原美幸        |                           |
| 第12幕                                        | 後輩と 黄なるてふてふ 一つ見し                        | 村田光          | -          | 菅原美幸        |                           |
| 特典                                          | 後輩と あくびうつして 分れ行く                        | 村田光          | -          | 宮村明          |                           |
| 第8期                                         |                                                       |                 |            |                 |                           |
| 話数                                          | サブタイトル                                          | 演出            | 作画監修   | 作画監督        | -                         |
| 第85面                                        | 先輩と蝿の王                                          | 村田光          | 菅原美幸   | 吉田智裕        |                           |
| 第86面                                        | 先輩とセブン                                          | 村田光          | -          | 宮村明          |                           |
| 第87面                                        | 先輩と28日後                                          | 村田光          | -          | 木村博美        |                           |
| 第88面                                        | 先輩とタイタニック                                    | 村田光          | -          | 宮村明          |                           |
| 第89面                                        | 先輩と戦慄怪奇ファイル コワすぎ!史上最恐の劇場版      | 村田光 田村尚寛 | 菅原美幸   | 吉田智裕        |                           |
| 第90面                                        | 先輩とナイトミュージアム                              | 村田光 田村尚寛 | 豊島英太   | 宮村明          |                           |
| 第91面                                        | 先輩とオブリビオン                                    | 村田光 田村尚寛 | -          | 菅原美幸        |                           |
| 第92面                                        | 先輩とフェイス/オフ                                   | 田村尚寛        | -          | 朝香栞          |                           |
| 第93面                                        | 先輩とワンス・アポン・ア・タイム・イン・アメリカ      | 田村尚寛        | 宮村明     | 豊島英太        |                           |
| 第94面                                        | 先輩とワンス・アポン・ア・タイム・イン・チャイナ      | 村田光          | -          | 木村博美        |                           |
| 第95面                                        | 先輩とエネミー・オブ・アメリカ                        | 田村尚寛        | 宮村明     | 蘇誌宜          |                           |
| 第96面                                        | 先輩とサタデー・ナイト・フィーバー                    | 村田光          | 菅原美幸   | 吉田智裕        |                           |
| 裏面1 （TV未放送）                            | 先輩とスター・ウォーズ                                | 村田光          |            | 南雲若菜        |                           |
| 裏面2 （TV未放送）                            | 先輩とストレイト・アウタ・コンプトン                  | 村田光          |            | 南雲若菜        |                           |
| 第9期                                         |                                                       |                 |            |                 |                           |
| 話数                                          | サブタイトル                                          | 演出            | 総作画監督 | 作画監督        | -                         |
| 第97面                                        | 先輩とスピーシーズ                                    | 豊島英太        | 吉田智裕   | 蘇誌宜          |                           |
| 第98面                                        | 先輩とホームアローン                                  | 豊島英太        | 吉田智裕   | 朝香栞          |                           |
| 第99面                                        | 先輩とピッチ・パーフェクト                            | 豊島英太        | 吉田智裕   | 蘇誌宜          |                           |
| 第100面                                       | 先輩と300                                             | 豊島英太        | 吉田智裕   | 朝香栞          |                           |
| 第101面                                       | 先輩と101                                             | 豊島英太        | 吉田智裕   | 蘇誌宜          |                           |
| 第102面                                       | 先輩と茄子 アンダルシアの夏                           | 豊島英太        | 吉田智裕   | 朝香栞          |                           |
| 第103面                                       | 先輩と貞子vs伽椰子                                    | 豊島英太        | 吉田智裕   | 吉田智裕        |                           |
| 第104面                                       | 先輩とシェフ 三ツ星フードトラック始めました           | 豊島英太        | 吉田智裕   | 吉田智裕        |                           |
| 第105面                                       | 先輩とデッドプール                                    | 豊島英太        | 吉田智裕   | 吉田智裕        |                           |
| 第106面                                       | 先輩と仁義なき戦い                                    | 豊島英太        | 吉田智裕   | 吉田智裕        |                           |
| 第107面                                       | 先輩とドクター・ドリトル                              | 豊島英太        | 吉田智裕   | 吉田智裕        |                           |
| 第108面                                       | 先輩とサウンド・オブ・ミュージック                    | 豊島英太        | 吉田智裕   | 吉田智裕        |                           |

### 放送局
| 放送地域                                  | 放送局     | 放送期間                 | 放送日時                     | 放送系列 | 備考                                                   |
| 第1期                                     | 第1期      | 第1期                    | 第1期                        | 第1期    | 第1期                                                  |
| ----------------------------------------- | ---------- | ------------------------ | ---------------------------- | -------- | ------------------------------------------------------ |
| 東京都                                    | TOKYO MX   | 2012年10月7日 - 12月23日 | 日曜 22:27 - 22:30           | 独立局   |                                                        |
| 日本全域                                  | AT-X       | 2012年10月8日 - 12月24日 | 月曜 更新                    | CS放送   | 番組CM枠でランダム放送                                 |
| 第2期                                     |            |                          |                              |          |                                                        |
| 東京都                                    | TOKYO MX   | 2013年7月7日 - 9月22日   | 日曜 22:27 - 22:30           | 独立局   |                                                        |
| 日本全域                                  | AT-X       | 2013年7月10日 - 9月25日  | 水曜 23:55 - 木曜 0:00       | CS放送   | リピート放送あり                                       |
| 第3期                                     |            |                          |                              |          |                                                        |
| 東京都                                    | TOKYO MX   | 2013年10月6日 - 12月22日 | 日曜 22:27 - 22:30           | 独立局   |                                                        |
| 兵庫県                                    | サンテレビ | 2013年10月6日 - 12月22日 | 日曜 22:27 - 22:30           | 独立局   | 第1期・第2期に先行して放送 EPG上では日曜 22:25 - 22:30 |
| 日本全域                                  | AT-X       | 2013年10月9日 - 12月25日 | 水曜 23:55 - 木曜 0:00       | CS放送   | リピート放送あり                                       |
| ベストセレクション                        |            |                          |                              |          |                                                        |
| 東京都                                    | TOKYO MX   | 2014年7月3日 - 10月2日   | 木曜 21:55 - 22:00           | 独立局   |                                                        |
| 京都府                                    | KBS京都    | 2014年7月8日 - 9月30日   | 火曜 1:30 - 1:35（月曜深夜） | 独立局   | 第1期 - 第3期は未放送 第14話は未放送                   |
| 第4期                                     |            |                          |                              |          |                                                        |
| 東京都                                    | TOKYO MX   | 2015年4月7日 - 6月23日   | 火曜 1:05 - 1:08（月曜深夜） | 独立局   |                                                        |
| 兵庫県                                    | サンテレビ | 2015年4月7日 - 6月23日   | 火曜 1:30 - 1:33（月曜深夜） | 独立局   |                                                        |
| 高宮なすのです！ 〜てーきゅうスピンオフ〜 |            |                          |                              |          |                                                        |
| 東京都                                    | TOKYO MX   | 2015年4月7日 - 6月23日   | 火曜 1:08 - 1:11（月曜深夜） | 独立局   |                                                        |
| 兵庫県                                    | サンテレビ | 2015年4月7日 - 6月23日   | 火曜 1:33 - 1:36（月曜深夜） | 独立局   |                                                        |
| 第5期                                     |            |                          |                              |          |                                                        |
| 東京都                                    | TOKYO MX   | 2015年7月7日 - 9月22日   | 火曜 1:05 - 1:08（月曜深夜） | 独立局   |                                                        |
| 兵庫県                                    | サンテレビ | 2015年7月7日 - 9月22日   | 火曜 1:30 - 1:33（月曜深夜） | 独立局   |                                                        |
| 第6期                                     |            |                          |                              |          |                                                        |
| 東京都                                    | TOKYO MX   | 2015年10月6日 - 12月22日 | 火曜 1:05 - 1:08（月曜深夜） | 独立局   |                                                        |
| 兵庫県                                    | サンテレビ | 2015年10月6日 - 12月22日 | 火曜 1:30 - 1:33（月曜深夜） | 独立局   |                                                        |
| 第7期                                     |            |                          |                              |          |                                                        |
| 東京都                                    | TOKYO MX   | 2016年1月12日 - 3月29日  | 火曜 1:05 - 1:08（月曜深夜） | 独立局   |                                                        |
| 兵庫県                                    | サンテレビ | 2016年1月12日 - 3月29日  | 火曜 1:30 - 1:33（月曜深夜） | 独立局   |                                                        |
| うさかめ                                  |            |                          |                              |          |                                                        |
| 東京都                                    | TOKYO MX   | 2016年4月12日 - 6月28日  | 火曜 1:05 - 1:10（月曜深夜） | 独立局   |                                                        |
| 兵庫県                                    | サンテレビ | 2016年4月12日 - 6月28日  | 火曜 1:30 - 1:35（月曜深夜） | 独立局   |                                                        |
| 第8期                                     |            |                          |                              |          |                                                        |
| 東京都                                    | TOKYO MX   | 2016年10月5日 - 12月21日 | 水曜 22:30 - 22:33           | 独立局   |                                                        |
| 兵庫県                                    | サンテレビ | 2016年10月6日 - 12月22日 | 木曜 0:00 - 0:03（水曜深夜） | 独立局   |                                                        |
| 日本全域                                  | AT-X       | 2016年10月6日 - 12月22日 | 木曜 23:40 - 23:45           | CS放送   |                                                        |
| 第9期                                     |            |                          |                              |          |                                                        |
| 東京都                                    | TOKYO MX   | 2017年7月12日 - 9月27日  | 水曜 22:40 - 22:45           | 独立局   |                                                        |
| 兵庫県                                    | サンテレビ | 2017年7月13日 - 9月28日  | 木曜 0:10 - 0:15（水曜深夜） | 独立局   |                                                        |
| 日本全域                                  | AT-X       | 2017年7月13日 - 9月28日  | 木曜 21:25 - 21:30           | CS放送   |                                                        |

| 放送局                                    | 放送期間                  | 放送日時           | 備考                                                     |
| 第1期                                     | 第1期                     | 第1期              | 第1期                                                    |
| ----------------------------------------- | ------------------------- | ------------------ | -------------------------------------------------------- |
| アニメイトTV                              | 2012年10月8日 - 12月24日  | 月曜 12:00 更新    |                                                          |
| ニコニコチャンネル                        | 2012年10月8日 - 12月24日  | 月曜 13:00 更新    | 第1話 - 第4話無料。                                      |
| ShowTime                                  | 2012年10月12日 - 12月28日 | 金曜 16:00 更新    |                                                          |
| 第2期                                     |                           |                    |                                                          |
| ニコニコチャンネル                        | 2013年7月7日 - 9月22日    | 日曜 22:30 更新    | 第13話 - 第16話無料。                                    |
| YouTube                                   | 2013年7月7日 - 9月22日    | 日曜 22:30 更新    | 第13話 - 第16話無料。                                    |
| 第3期                                     |                           |                    |                                                          |
| ニコニコチャンネル                        | 2013年10月6日 - 12月22日  | 日曜 22:30 更新    | 第25話 - 第28話無料。                                    |
| YouTube                                   | 2013年10月6日 - 12月22日  | 日曜 22:30 更新    |                                                          |
| ベストセレクション                        |                           |                    |                                                          |
| ニコニコチャンネル                        | 2014年7月3日 - 10月2日    | 木曜 22:00 更新    |                                                          |
| 第4期                                     |                           |                    |                                                          |
| ニコニコチャンネル                        | 2015年4月7日 - 6月23日    | 火曜 12:00 更新    | 第37話 - 第40話無料、第41話以降1週間無料。               |
| GYAO!                                     | 2015年4月7日 - 6月23日    | 火曜 12:00 更新    | 第37話無料、第38話以降1週間無料。                        |
| バンダイチャンネル                        | 2015年4月7日 - 6月23日    | 火曜 12:00 更新    | 第37話無料、第38話以降1週間無料。 有料会員は全話見放題。 |
| 高宮なすのです！ 〜てーきゅうスピンオフ〜 |                           |                    |                                                          |
| ニコニコチャンネル                        | 2015年4月7日 - 6月23日    | 火曜 12:00 更新    | 第1話 - 第4話無料、第5話以降1週間無料。                  |
| GYAO!                                     | 2015年4月7日 - 6月23日    | 火曜 12:00 更新    | 第1話無料、第2話以降1週間無料。                          |
| バンダイチャンネル                        | 2015年4月7日 - 6月23日    | 火曜 12:00 更新    | 第1話無料、第2話以降1週間無料。 有料会員は全話見放題。   |
| 第5期                                     |                           |                    |                                                          |
| ニコニコチャンネル                        | 2015年7月7日 - 9月22日    | 火曜 12:00 更新    | 第49話 - 第52話無料、第53話以降1週間無料。               |
| GYAO!                                     | 2015年7月7日 - 9月22日    | 火曜 12:00 更新    | 第49話無料、第50話以降1週間無料。                        |
| バンダイチャンネル                        | 2015年7月7日 - 9月22日    | 火曜 12:00 更新    | 第49話無料、第50話以降1週間無料。 有料会員は全話見放題。 |
| 第6期                                     |                           |                    |                                                          |
| ニコニコチャンネル                        | 2015年10月6日 - 12月22日  | 火曜 12:00 更新    | 第61話 - 第64話無料、第65話以降1週間無料。               |
| GYAO!                                     | 2015年10月6日 - 12月22日  | 火曜 12:00 更新    | 第61話無料、第62話以降1週間無料。                        |
| バンダイチャンネル                        | 2015年10月6日 - 12月22日  | 火曜 12:00 更新    | 第61話無料、第62話以降有料。 有料会員は全話見放題。      |
| 第7期                                     |                           |                    |                                                          |
| ニコニコチャンネル                        | 2016年1月12日 - 3月29日   | 火曜 12:00 更新    | 第73話 - 第76話無料、第77話以降1週間無料。               |
| GYAO!                                     | 2016年1月12日 - 3月29日   | 火曜 12:00 更新    | 第73話無料、第74話以降1週間無料。                        |
| バンダイチャンネル                        | 2016年1月12日 - 3月29日   | 火曜 12:00 更新    | 第73話無料、第74話以降有料。 有料会員は全話見放題。      |
| うさかめ                                  |                           |                    |                                                          |
| ニコニコチャンネル                        | 2016年4月12日 - 6月28日   | 火曜 12:00 更新    |                                                          |
| 第8期                                     |                           |                    |                                                          |
| ニコニコチャンネル                        | 2016年10月6日 - 12月22日  | 木曜 12:00 更新    |                                                          |
| AbemaTV                                   | 2016年10月6日 - 12月22日  | 木曜 21:57 - 22:00 |                                                          |
| 第9期                                     |                           |                    |                                                          |
| ニコニコチャンネル                        | 2017年7月13日 - 9月28日   | 木曜 12:00 更新    |                                                          |

### BD / DVD
| 期               | 発売日         | 収録話                                       | 規格品番 | 規格品番 |
| 期               | 発売日         | 収録話                                       | BD       | DVD      |
| ---------------- | -------------- | -------------------------------------------- | -------- | -------- |
| 第1期            | 2013年2月22日  | 第1面 - 第12面                               | EAAB-001 | EAAD-001 |
| 第2期            | 2013年10月25日 | 第13面 - 第24面、TV未公開作2話               | EAAB-004 | EAAD-005 |
| 第3期            | 2014年1月24日  | 第25面 - 第36面、TV未公開作2話、第26面関西版 | EAAB-011 | EAAD-015 |
| 第4期            | 2015年8月28日  | 第37面 - 第48面、TV未公開作2話               | EAAB-021 | -        |
| 高宮なすのです！ | 2015年8月28日  | 第1話 - 第12話、TV未公開作1話                | EAAB-022 | -        |
| 第5期            | 2015年11月27日 | 第49面 - 第60面、TV未公開作2話               | EAAB-023 | -        |
| 第6期            | 2016年2月26日  | 第61面 - 第72面、TV未公開作2話               | EAAB-025 | -        |
| 第7期            | 2016年5月27日  | 第73面 - 第84面、TV未公開作2話               | EAAB-027 | -        |
| うさかめ         | 2016年8月26日  | 第1幕 - 第12幕、TV未公開作                   | EAAB-030 | -        |
| 8期              | 2017年3月17日  | 第85面 - 第96面、TV未公開作2話               | SMIB-005 | -        |
| BOX              | 2017年4月28日  | 第1期第1面 - 第8期第96面、TV未公開作14話     | SMIB-009 | -        |
| 9期              | 2017年11月24日 | 第97面 - 第108面                             | SMIB-021 | -        |

全シリーズとも、通常編に加え「全話OPなしぶっ続けバージョン」を収録。
この他、第1期はTSUTAYA限定のレンタル専用DVD（全1巻、2013年7月3日レンタル開始）もリリースされた。これには特典として、『ヤマノススメ』・『まんがーる!』・『血液型くん!』の一部エピソードも収録されている。
以降のシリーズもTSUTAYA限定レンタル専用DVDを設定。第2期（全1巻、2013年1月14日レンタル開始）には特典として、三森すずこ・渡部優衣・鳴海杏子出演の「てーきゅう×TSUTAYAイベント」のイベント映像（完全版）を収録。第3期（全1巻、2014年7月10日レンタル開始）には特典としてCM集やモブキャラクターによるオーディオコメンタリーなどが収録される。

## 舞台
『舞台版 てーきゅう 〜先輩とめぐりあう時間たち〜』のタイトルで2015年7月29日から8月2日まで（全8公演）、日本芸術専門学校大森校劇場にて公演。
2016年に『舞台版 てーきゅう〜先輩とめぐりあう時間たち〜ディレクターズカット』として、再演。

### キャスト（舞台）
※ 原作キャラクターは#登場人物を参照。以下舞台版オリジナルキャラクターを示す。
※ （初）は初演、（再）は再演を指す。
- 境くん -藍田麻利衣
- 斉田はな - 来栖梨紗（初）、秋元美咲（再）
- 藤ヶ峰 - 足立茜（初）、林あやの（再）
- 百合ヶ浜 - 川畑早紀（初）、齊藤奈央（再）
- 毛受泰三 - 白石裕規（初）
- 毛受泰子 - 穂波ゆき（再）
- 足栖くん - 鈴木千畝（初）
- 縁下力子 - 高橋菜々美（再）

### スタッフ（舞台）
- 脚本・演出 - 飯塚未生[78]
- 製作 - 「舞台版 てーきゅう」製作委員会[78]
- 制作 - メディアゲート[78]